# بالگردگاه

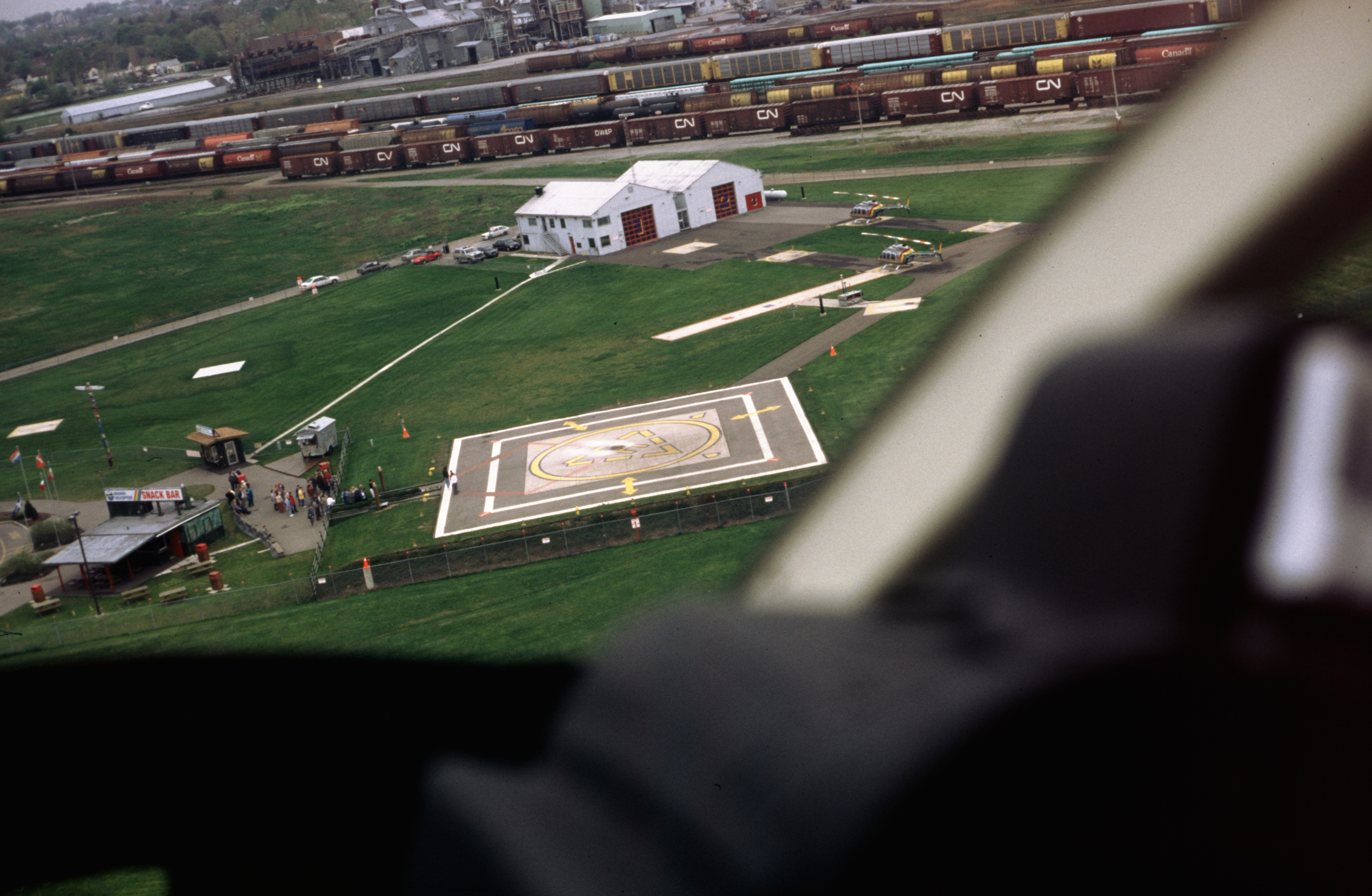
بالگردگاه.

بالگـَردگاه یا فرودگاه بالگرد به فرودگاه کوچکی گفته می‌شود که تنها برای نشست و برخاست بالگردها کاربرد دارد. بالگردگاه‌ها معمولاً از یک یا چند بالگردنشین تشکیل شده‌اند و ممکن است دارای تسهیلات مختصری از جمله منبع سوخت، نورافکن، جوراب باد، یا حتی آشیانه نیز باشد.
در شهرهای بزرگ‌تر در فرودگاه‌های بالگرد گاه اماکن گمرکی هم ساخته می‌شود. به‌طور کل بالگردگاه‌ها را می‌توان نزدیک‌تر به شهرها ساخت تا فرودگاه‌های هواپیما.